# NGC 5262
NGC 5262 في الفهرس العام الجديد، هي مجرة، تقع في كوكبة الدب الأصغر. اكتشفت في 5 مايو 1831 بواسطة جون هيرشل.

## روابط خارجية
- NGC 5262 على موقع ويكي سكاي: DSS2, SDSS, GALEX, IRAS, Hydrogen α, X-Ray, Astrophoto, Sky Map, Articles and images